# A Curious Dream
A Curious Dream è un cortometraggio muto del 1907 diretto da James Stuart Blackton.

## Produzione
Il film fu prodotto nel 1907 dalla Vitagraph Company of America, interpretato dal famoso scrittore Mark Twain.

## Distribuzione
Distribuito dalla Vitagraph Company of America, il film - un cortometraggio di circa cinque minuti - uscì nelle sale statunitensi il 16 marzo 1907. Non si conoscono copie ancora esistenti della pellicola che viene considerata presumibilmente perduta.